# KwaZulu-Natal Nature Conservation Service
KwaZulu-Natal Nature Conservation Service oder Ezemvelo KZN Wildlife (Kurzformen: KZN Wildlife, Ezemvelo) ist die Naturschutzbehörde von der südafrikanischen Provinz KwaZulu-Natal. Deren Verwaltungssitz befindet sich im Queen Elizabeth Park von Pietermaritzburg. Die Behörde untersteht dem KZN Department of Economic Development, Tourism and Environmental Affairs (deutsch: „Ministerium für Wirtschaftsentwicklung, Tourismus und Umweltangelegenheiten“).

## Gründung
Die Behörde wurde auf Basis des KwaZulu-Natal Nature Conservation Management Act, No. 9 of 1997 (section 20) mit der offiziellen Bezeichnung  Kwazulu-Natal Nature Conservation Service gegründet. Ezemvelo KZN Wildlife ist ein geschützter Markenname für die wirtschaftlichen und werblichen Interessen der Institution.
Ezemvelo KZN Wildlife ging aus der Fusion von zwei vormaligen Naturschutzinstitutionen hervor. Diese waren das 1947 gegründete Natal Parks Board, dessen Vorläufer bis in die Kolonialzeit zurückreichen, und das 1972 gegründete KwaZulu Directorate of Nature Conservation, das zur Verwaltung der Naturschutzbelange im ehemaligen Homeland KwaZulu diente. Nach den Wahlen von 1994 gab es zwischen beiden Institutionen Verhandlungen über einen Zusammenschluss, der zur Bildung des KwaZulu-Natal Nature Conservation Board führte und dessen gesamte Praxis schließlich auf den KwaZulu-Natal Conservation Service überging.

## Leitung
Der KwaZulu-Natal Nature Conservation Service wird vom  KwaZulu-Natal Nature Conservation Board (Verwaltungsrat) beaufsichtigt. Die personelle Besetzung wird nach gesetzlicher Regelung durch den zuständigen Minister der Provinzregierung berufen.
Der tägliche Geschäftsgang liegt in den Händen eines Executive Committee (EXCO), dem ein CEO („head of the Conservation Service“, section 22, Act No. 9 of 1997) vorsteht. Dieser ist zugleich ein Ex-Officio-Mitglied des Verwaltungsrats.

## Aufgaben
Neben der Wahrnehmung von Naturschutzaufgaben in der gesamten Provinz ist das Board (Verwaltungsrat) mit seiner unterstellten Administration für eine nachhaltige Nutzung der Biodiversitätsressourcen in der Provinz KwaZulu-Natal zuständig. Davon eingeschlossen ist das Management des Naturschutzes innerhalb der gesamten Provinz, für die Schutzgebiete sowie die Entwicklung und Förderung von Ökotourismus-Einrichtungen innerhalb der Schutzgebiete. Eine ordnungsgemäße und effiziente Naturschutzverwaltung hat der Verwaltungsrat zu gewährleisten und die Zusammenarbeit von Interessensvertretern in Hinblick auf das Wohl künftiger Generationen zu fördern. Im Kern zählt dazu das Management von mehr als 120 Schutzgebieten, darunter zwei Weltnaturerbestätten, der iSimangaliso-Wetland-Park und der grenzüberschreitende Maloti-Drakensberg-Park. Die Ressourcenverwaltung von Ezemvelo KZN Wildlife ist mit wirtschaftlichen Zielen verknüpft, in deren Rahmen die Ökotourismusbetriebe einen signifikanten finanziellen Gesamtbeitrag zu den Aufwendungen für die Naturschutzmaßnahmen erbringen.